# Бад Брикенау
Бад Брикенау (њем. Bad Brückenau) град је у њемачкој савезној држави Баварска. Једно је од 26 општинских средишта округа Бад Кисинген. Према процјени из 2010. у граду је живјело 7.007 становника. Посједује регионалну шифру (AGS) 9672113, NUTS (DE265) и LOCODE (DE BBU) код.

## Географски и демографски подаци
Бад Брикенау се налази у савезној држави Баварска у округу Бад Кисинген. Град се налази на надморској висини од 332 метра. Површина општине износи 23,8 km². У самом граду је, према процјени из 2010. године, живјело 7.007 становника. Просјечна густина становништва износи 295 становника/km².

## Међународна сарадња
| Мјесто | Држава               | Врста сарадње | Од    |
| ------ | -------------------- | ------------- | ----- |
| Керкам | Уједињено Краљевство | партнерство   | 1995. |
| Онсени | Француска            | партнерство   | 1982. |
| Извор  |                      |               |       |